# Département d'Albardón
Le département de Albardón est une des 19 subdivisions de la province de San Juan, en Argentine. Son chef-lieu est la ville de General San Martín.
Le département a une superficie de 945 km2. Sa population s'élevait à 20 413 habitants au recensement de 2001.

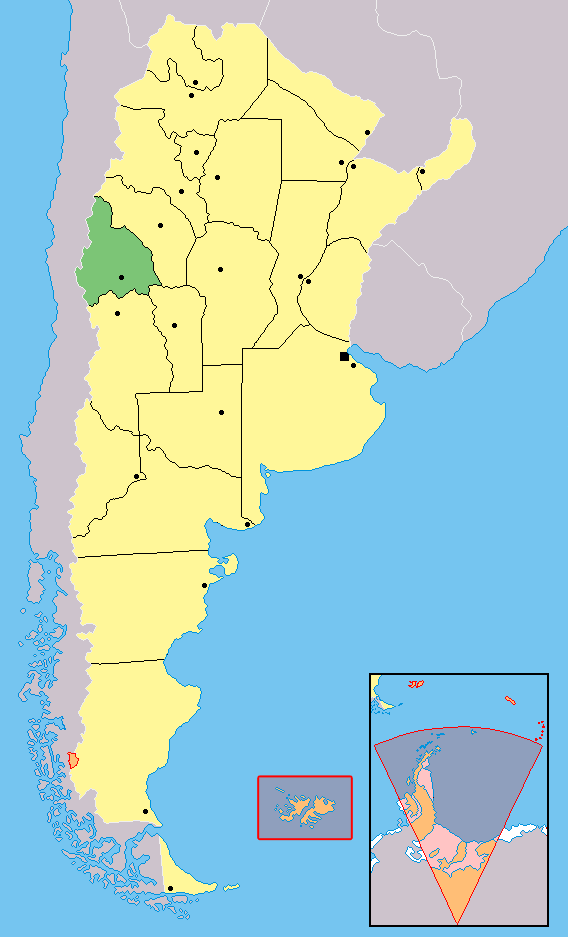
Localisation de la province de San Juan en Argentine